# العلاقات البيلاروسية السيشلية
العلاقات البيلاروسية السيشلية هي العلاقات الثنائية التي تجمع بين روسيا البيضاء وسيشل.

## مقارنة بين البلدين
هذه مقارنة عامة ومرجعية للدولتين:
| وجه المقارنة                                              | روسيا البيضاء                    | سيشل                                                |
| --------------------------------------------------------- | -------------------------------- | --------------------------------------------------- |
| المساحة (كم2)                                             | 207.60 ألف                       | 459                                                 |
| عدد السكان (نسمة)                                         | 9.50 مليون                       | 95.84 ألف                                           |
| الكثافة السكانية (ن./كم²)                                 | 45.76                            | 20.88 ألف                                           |
| العاصمة                                                   | مينسك                            | فيكتوريا                                            |
| اللغة الرسمية                                             | اللغة البيلاروسية، اللغة الروسية | لغة فرنسية، لغة إنجليزية، اللغة الكريولية السيشيلية |
| العملة                                                    | روبل بلاروسي                     | روبية سيشلية                                        |
| الناتج المحلي الإجمالي (بليون دولار)                      | 54.44 مليار                      | 1.49 مليار                                          |
| الناتج المحلي الإجمالي (تعادل القوة الشرائية) بليون دولار | 168.35 مليار                     | 2.54 مليار                                          |
| الناتج المحلي الإجمالي الاسمي للفرد دولار أمريكي          | 5.74 ألف                         | 15.48 ألف                                           |
| الناتج المحلي الإجمالي للفرد دولار أمريكي                 | 18.18 ألف                        | 26.42 ألف                                           |
| مؤشر التنمية البشرية                                      | 0.798                            | 0.772                                               |
| رمز المكالمات الدولي                                      | +375                             | +248                                                |
| رمز الإنترنت                                              | .by، .бел                        | .sc                                                 |
| المنطقة الزمنية                                           | ت ع م+03:00                      | ت ع م+04:00                                         |

## منظمات دولية مشتركة
يشترك البلدان في عضوية مجموعة من المنظمات الدولية، منها:
| علم المنظمة | اسم المنظمة                               | تاريخ انضمام روسيا البيضاء | تاريخ انضمام سيشل |
| ----------- | ----------------------------------------- | -------------------------- | ----------------- |
|             | مؤسسة التمويل الدولية                     | 2 نوفمبر 1992              | 11 يونيو 1981     |
|             | منظمة حظر الأسلحة الكيميائية              | ?                          | 29 أبريل 1997     |
|             | الأمم المتحدة                             | 24 أكتوبر 1945             | 21 سبتمبر 1976    |
|             | الاتحاد الدولي للاتصالات                  | 7 مايو 1947                | 17 سبتمبر 1999    |
|             | منظمة الشرطة الجنائية الدولية             | ?                          | 1 سبتمبر 1977     |
|             | البنك الدولي للإنشاء والتعمير             | 10 يوليو 1992              | 29 سبتمبر 1980    |
|             | الاتحاد البريدي العالمي                   | ?                          | ?                 |
|             | المركز الدولي لتسوية المنازعات الاستشارية | 9 أغسطس 1992               | 19 أبريل 1978     |
|             | وكالة ضمان الاستثمار متعدد الأطراف        | 3 ديسمبر 1992              | 15 سبتمبر 1992    |
|             | يونسكو                                    | 12 مايو 1954               | 18 أكتوبر 1976    |

## وصلات خارجية
- موقع وزارة الخارجية البيلاروسية